# Scalp (série télévisée)
Pour les articles homonymes, voir Scalp.
Scalp est une série télévisée française en 8 épisodes de 52 minutes créée par Xavier Durringer, dont il a réalisé les quatre premiers épisodes, et Jean-Marc Brondolo les quatre suivants. Elle a été diffusée entre le 14 janvier et le 4 février 2008 sur Canal+. Elle traite de l'univers de la bourse dans les années 1990.

## Synopsis
Pierre, Raphaël et Jules sont golden boys et amis de longue date. Pierre, le plus flamboyant d'entre eux, est en grosse difficulté financière. Il a tout caché de ses problèmes à sa femme Alex. Bientôt Alex devra, pour rembourser les dettes héritées de son mari, rentrer au palais Brongniart par la petite porte, en pleine tourmente boursière des années 90. Flambe, amitiés, trahisons, délits d'initiés, paradis fiscaux, blanchiment, dans un milieu machiste voué au culte du secret...

## Distribution

### Acteurs principaux
- Laure Marsac : Alexandra Etcheverry
- Éric Savin : Raphaël Maraval
- Dan Herzberg : Jules Goldstein
- Bruno Lopez : Paul
- Édouard Montoute : Ziggy
- Gérald Laroche : Étienne Chapman
- Thomas Jouannet : Pierre Etcheverry

### Acteurs récurrents
- Annelise Hesme : Laëtitia
- Anne Charrier : Hélène
- Steven Eng : Tommy dit « Chinois »
- Philippe Fretun : Dingo
- Luc Florian : Wizard
- Boris Rehlinger : Klein
- Jean-Alain Velardo : Smadja
- Nicolas Abraham : Gemayel
- Nicolas Grandhomme : Bernard
- Dominique Daguier : « Picasso »
- Jean-Claude Leguay : Bellegrand
- Philippe Maymat : Namiand
- Jean Barat : Xanakis
- Thierry Levaret : Antonio
- Joël Ravon : Duroy

### Acteurs invités
- Jacques Spiesser : David Danin
- Anne Alvaro : la psychologue

## Réalisateurs
- Les quatre premiers épisodes sont réalisés par Xavier Durringer
- Les quatre derniers par Jean-Marc Brondolo

## Épisodes
1. Chute libre
2. St Martin
3. Peracor
4. Mr Smith
5. Argent sale
6. Golden girl
7. Addictions
8. Manipulation